# Lijst van voetbalinterlands Nigeria - Zambia
Deze lijst van voetbalinterlands is een overzicht van alle officiële voetbalwedstrijden tussen de nationale teams van Nigeria en Zambia. De landen hebben tot op heden negentien keer tegen elkaar gespeeld. De eerste ontmoeting, een kwalificatiewedstrijd voor de Afrika Cup 1974, vond plaats op 28 oktober 1973 in Lusaka. Het laatste duel, een kwalificatiewedstrijd voor het Wereldkampioenschap voetbal 2018, werd gespeeld in Uyo op 7 oktober 2017.

## Wedstrijden
| №  | Plaats   | Datum            | Competitie                   | Wedstrijd        | Uitslag |
| -- | -------- | ---------------- | ---------------------------- | ---------------- | ------- |
| 1  | Lusaka   | 28 oktober 1973  | Afrika Cup 1974 kwalificatie | Zambia − Nigeria | 5 − 1   |
| 2  | Lagos    | 11 november 1973 | Afrika Cup 1974 kwalificatie | Nigeria − Zambia | 3 − 2   |
| 3  | Chingola | 14 februari 1976 | Vriendschappelijk            | Zambia − Nigeria | 1 − 3   |
| 4  | Accra    | 10 maart 1978    | Afrika Cup 1978              | Zambia − Nigeria | 0 − 0   |
| 5  | Lusaka   | 28 juli 1981     | Vriendschappelijk            | Zambia − Nigeria | 3 − 0   |
| 6  | Benghazi | 13 maart 1982    | Afrika Cup 1982              | Zambia − Nigeria | 3 − 0   |
| 7  | Lagos    | 10 augustus 1985 | Afrika Cup 1986 kwalificatie | Nigeria − Zambia | 0 − 0   |
| 8  | Lusaka   | 18 augustus 1985 | Afrika Cup 1986 kwalificatie | Zambia − Nigeria | 1 − 0   |
| 9  | Annaba   | 12 maart 1990    | Afrika Cup 1990              | Nigeria − Zambia | 2 − 0   |
| 10 | Radès    | 10 april 1994    | Afrika Cup 1994              | Nigeria − Zambia | 2 − 1   |
| 11 | Lusaka   | 15 december 1997 | Vriendschappelijk            | Zambia − Nigeria | 2 − 0   |
| 12 | Lusaka   | 17 december 1997 | Vriendschappelijk            | Zambia − Nigeria | 0 − 0   |
| 13 | Lagos    | 13 januari 2001  | Afrika Cup 2002 kwalificatie | Nigeria − Zambia | 1 − 0   |
| 14 | Chingola | 24 januari 2001  | Afrika Cup 2002 kwalificatie | Zambia − Nigeria | 1 − 1   |
| 15 | Lubango  | 25 januari 2010  | Afrika Cup 2010              | Zambia − Nigeria | 0 − 0   |
| 16 | Kaduna   | 15 november 2011 | Vriendschappelijk            | Nigeria − Zambia | 2 − 0   |
| 17 | Mbombela | 25 januari 2013  | Afrika Cup 2013              | Zambia − Nigeria | 1 − 1   |
| 18 | Ndola    | 9 oktober 2016   | WK 2018 kwalificatie         | Zambia − Nigeria | 1 − 2   |
| 19 | Uyo      | 7 oktober 2017   | WK 2018 kwalificatie         | Nigeria − Zambia | 1 − 0   |

## Samenvatting
| Competitie              | Totaal gespeeld | Winst Nigeria | Gelijk | Winst Zambia | Doelsaldo Nigeria – Zambia |
| ----------------------- | --------------- | ------------- | ------ | ------------ | -------------------------- |
| WK-kwalificatie         | 2               | 2             | 0      | 0            | 3 − 1                      |
| Afrika Cup              | 6               | 2             | 3      | 1            | 5 − 5                      |
| Afrika Cup-kwalificatie | 6               | 2             | 2      | 2            | 6 − 9                      |
| Vriendschappelijk       | 5               | 2             | 1      | 2            | 5 − 6                      |
| Totaal                  | 19              | 8             | 6      | 5            | 19 − 21                    |

## Details

### Tiende ontmoeting
| Finale Afrika Cup 1994 (Radès, Tunesië, 10 april 1994): |       |                  |
| Nigeria                                                 | 2 – 1 | Zambia           |
| Emmanuel Amunike 5' Emmanuel Amunike 47'                | goals | 3' Elijah Litana |

### Zestiende ontmoeting
| Vriendschappelijk (Kaduna, Nigeria, 25 januari 2013): |       |        |
| Nigeria                                               | 2 – 0 | Zambia |
| Kalu Uche 9' Ikechukwu Uche 90'                       | goals |        |

### Zeventiende ontmoeting
| Afrika Cup 2013 (Mbombela, Zuid-Afrika, 25 januari 2013): |       |                      |
| Zambia                                                    | 1 – 1 | Nigeria              |
| Kennedy Mweene 85' (pen.)                                 | goals | 57' Emmanuel Emenike |

### Achttiende ontmoeting
| WK 2018 kwalificatie (Ndola, Zambia, 9 oktober 2016): |       |                                      |
| Zambia                                                | 1 – 2 | Nigeria                              |
| Collins Mbesuma 71'                                   | goals | 33' Alex Iwobi 42' Kelechi Iheanacho |

NFA · A-internationals · Selecties · Bondscoaches · Statistieken · Nigeriaans vrouwenelftal · Olympisch elftal · Nigeria U21 · Nigeria U20 · Nigeria U19 · Nigeria U18 · Nigeria U17
1950 – 1959 · 
1960 – 1969 · 
1970 – 1979 · 
1980 – 1989 · 
1990 – 1999 · 
2000 – 2009 · 
2010 – 2019 ·
2020 − 2029
CC 1995 · 
CC 2013
WK 1994 · 
WK 1998 · 
WK 2002 · 
WK 2010 · 
WK 2014 · 
WK 2018
OS 1968 · 
OS 1980 · 
OS 1988 · 
OS 1996 · 
OS 2000 · 
OS 2008 · 
OS 2016
1949 · 
1950 · 1951 · 1952 · 1953 · 1954 · 
1955 · 
1956 · 
1957 · 
1958 · 
1959 · 
1960 · 
1961 · 
1962 · 
1963 · 
1964 · 
1965 · 
1966 · 
1967 · 
1968 · 
1969 · 
1970 · 
1971 · 
1972 · 
1973 · 
1974 · 
1975 · 
1976 · 
1977 · 
1978 · 
1979 · 
1980 · 
1981 · 
1982 · 
1983 · 
1984 · 
1985 · 
1986 · 
1987 · 
1988 · 
1989 · 
1990 · 
1991 · 
1992 · 
1993 · 
1994 · 
1995 · 
1996 · 
1997 · 
1998 · 
1999 · 
2000 · 
2001 · 
2002 · 
2003 · 
2004 · 
2005 · 
2006 · 
2007 · 
2008 · 
2009 · 
2010 · 
2011 · 
2012 · 
2013 · 
2014 ·
2015 ·
2016 ·
2017 ·
2018 ·
2019 ·
2020 ·
2021 ·
2022
Algerije ·
Angola ·
Argentinië ·
Australië ·
Benin ·
Bosnië en Herzegovina ·
Botswana ·
Brazilië ·
Bulgarije ·
Burkina Faso ·
Burundi ·
Canada ·
Centraal-Afrikaanse Republiek ·
Colombia ·
Congo-Brazzaville ·
Congo-Kinshasa ·
Costa Rica ·
Denemarken ·
Duitsland ·
Ecuador ·
Egypte ·
Engeland ·
Equatoriaal-Guinea ·
Eritrea ·
Ethiopië ·
Frankrijk ·
Gabon ·
Gambia ·
Georgië ·
Ghana ·
Griekenland ·
Guinee ·
Guinee-Bissau ·
Ierland ·
IJsland ·
Indonesië ·
Iran ·
Italië ·
Ivoorkust ·
Jamaica ·
Japan ·
Joegoslavië ·
Jordanië ·
Kaapverdië · 
Kameroen ·
Kenia ·
Kroatië ·
Lesotho ·
Liberia ·
Libië ·
Luxemburg ·
Madagaskar ·
Malawi ·
Mali ·
Marokko ·
Mexico ·
Mozambique ·
Namibië ·
Nederland ·
Niger ·
Noord-Korea ·
Noord-Macedonië ·
Noorwegen ·
Oeganda ·
Oekraïne ·
Oezbekistan ·
Oostenrijk ·
Paraguay ·
Peru ·
Polen ·
Portugal ·
Roemenië ·
Rwanda ·
Saoedi-Arabië ·
Sao Tomé en Principe ·
Schotland ·
Senegal ·
Servië ·
Seychellen ·
Sierra Leone ·
Soedan ·
Spanje ·
Swaziland ·
Tahiti ·
Tanzania ·
Thailand ·
Togo ·
Tsjaad ·
Tsjechië ·
Tunesië ·
Uruguay ·
Venezuela ·
Verenigde Staten ·
Zambia ·
Zimbabwe ·
Zuid-Afrika ·
Zuid-Korea ·
Zweden ·
Zwitserland
Argentinië (2010) ·
Argentinië (2014) ·
Argentinië (2018) ·
Bosnië en Herzegovina (2014) ·
Burkina Faso (2013) ·
Frankrijk (2014) ·
Iran (2014) ·
IJsland (2018) ·
Kroatië (2018) ·
Zuid-Korea (2010)
FAZ · 
A-internationals · 
Selecties · 
Statistieken · 
Zambiaans vrouwenelftal · 
Olympisch elftal · 
Zambia U21 · 
Zambia U20 · 
Zambia U18 · 
Zambia U17
1964 – 1979 ·
1980 – 1989 ·
1990 – 1999 ·
2000 – 2009 ·
2010 – 2019 ·
2020 − 2029
1964 ·
1965 ·
1966 ·
1967 ·
1968 ·
1969 ·
1970 ·
1971 ·
1972 ·
1973 ·
1974 ·
1975 ·
1976 ·
1977 ·
1978 ·
1979 ·
1980 ·
1981 ·
1982 ·
1983 ·
1984 ·
1985 ·
1986 ·
1987 ·
1988 ·
1989 ·
1990 ·
1991 ·
1992 ·
1993 ·
1994 ·
1995 ·
1996 ·
1997 ·
1998 ·
1999 ·
2000 ·
2001 ·
2002 ·
2003 ·
2004 ·
2005 ·
2006 ·
2007 ·
2008 ·
2009 ·
2010 ·
2011 ·
2012 ·
2013 ·
2014 ·
2015 ·
2016 ·
2017 ·
2018 ·
2019 ·
2020 ·
2021 ·
2022
Algerije · 
Angola ·
België ·
Benin ·
Botswana ·
Brazilië ·
Burkina Faso ·
Burundi ·
Chili ·
China ·
Comoren ·
Congo-Brazzaville ·
Congo-Kinshasa ·
Djibouti ·
Ecuador ·
Egypte ·
Equatoriaal-Guinea ·
Ethiopië ·
Gabon ·
Gambia ·
Ghana ·
Guinee ·
Guinee-Bissau ·
Honduras ·
India ·
Irak ·
Iran ·
Israël ·
Ivoorkust ·
Jamaica ·
Japan ·
Jemen ·
Jordanië ·
Kaapverdië ·
Kameroen ·
Kenia ·
Koeweit ·
Lesotho ·
Liberia ·
Libië ·
Madagaskar ·
Malawi ·
Mali ·
Marokko ·
Mauritanië ·
Mauritius ·
Mozambique ·
Namibië ·
Niger ·
Nigeria ·
Noord-Korea ·
Oeganda ·
Oman ·
Rwanda ·
Saoedi-Arabië ·
Senegal ·
Seychellen ·
Sierra Leone ·
Soedan ·
Somalië ·
Swaziland ·
Tanzania ·
Togo ·
Tsjaad ·
Tunesië ·
Zimbabwe ·
Zuid-Afrika ·
Zuid-Korea
Ivoorkust (2012)